# 赤間高雄
赤間 高雄（あかま たかお、Akama Takao、1957年 - ）は、日本のスポーツ医学者。早稲田大学スポーツ科学学術院・教授。専門は、スポーツ医学、スポーツ免疫学、アンチ・ドーピング。

## 概要
日本のスポーツ・ドクター。
アテネオリンピックで日本代表選手団本部ドクター。北京、ロンドンオリンピック日本代表選手団本部役員（医務担当）。2021年開催の東京オリンピック・パラリンピック競技大会の組織委員会チーフメディカルオフィサー。（公財）日本アンチ・ドーピング機構会長。
研究テーマは、コンディショニングにおける免疫機能。

## 略歴
- 1957年 栃木県 生まれ
- 1976年 栃木県立栃木高等学校 卒業
- 1982年 筑波大学医学専門学群 卒業、医師
- 1988年 筑波大学大学院医学研究科修了（医学博士）
- 1989年 筑波大学臨床医学系 講師
- 2000年 日本女子体育大学 助教授
- 2004年 早稲田大学スポーツ科学部 助教授
- 2006年 早稲田大学スポーツ科学学術院 教授
- 2006年 （公財）日本ラグビーフットボール協会アンチ・ドーピング委員会 委員長 （2022年度まで）
- 2015年 （公財）東京オリンピック・パラリンピック競技大会組織委員会　メディカルディレクター （2021年まで）
- 2022年 （公財）日本アンチ・ドーピング機構 会長

## 主な著作
- W.E. Jr. ギャレット (著)、D.L. スクワイアー (著)、D.T. カーケンダル (著)、宮永豊 (翻訳), 赤間高雄 (翻訳)、宮川俊平 (翻訳)、向井直樹 (翻訳) 『スポーツ科学・医学大事典 スポーツ医学プライマリケア―理論と実践』、635ページ、西村書店、2010年9月、ISBN 978-4890134014